# Braulio Castillo
Braulio Castillo (* 30. März 1933 in Bayamón; † 28. Februar 2015 in Trujillo Alto) war ein puerto-ricanischer Schauspieler.
Castillo begann seine Theaterlaufbahn als Lyrik-Rezitator. Nach einem Bachelorabschluss als Schauspieler konnte er seine Ausbildung in Pasadena vervollkommnen. Nach seiner Rückkehr nach Puerto Rico wirkte er in mehreren Melodramen mit, darunter in El derecho de nacer und La mujer de aquella noche mit Gladys Rodríguez. 1960 nahm er für Panamericana de Televisión in Peru mit Saby Kamalich und Ricardo Blume die Telenovela Simplemente María auf, im Anschluss in Argentinien den gleichnamigen Spielfilm. Im Kinderfernsehen war er in dieser Zeit Partner der Marionette Topo Gigio.
In Mexiko drehte er dann die Spielfilme Renzo el gitano und El cielo y tú. Bei den Dreharbeiten zu letzterem erlitt er eine Kopfverletzung. Gedächtnis- und Sprachprobleme in deren Folge zwangen ihn, abgesehen von kleineren Fernsehauftritten seine Laufbahn zu beenden. Seine Söhne Jorge und Braulio Castillo Jr. wurden gleichfalls als Schauspieler bekannt.